# Norwood Park
Pour la division administrative, voir Norwood Park (Chicago).

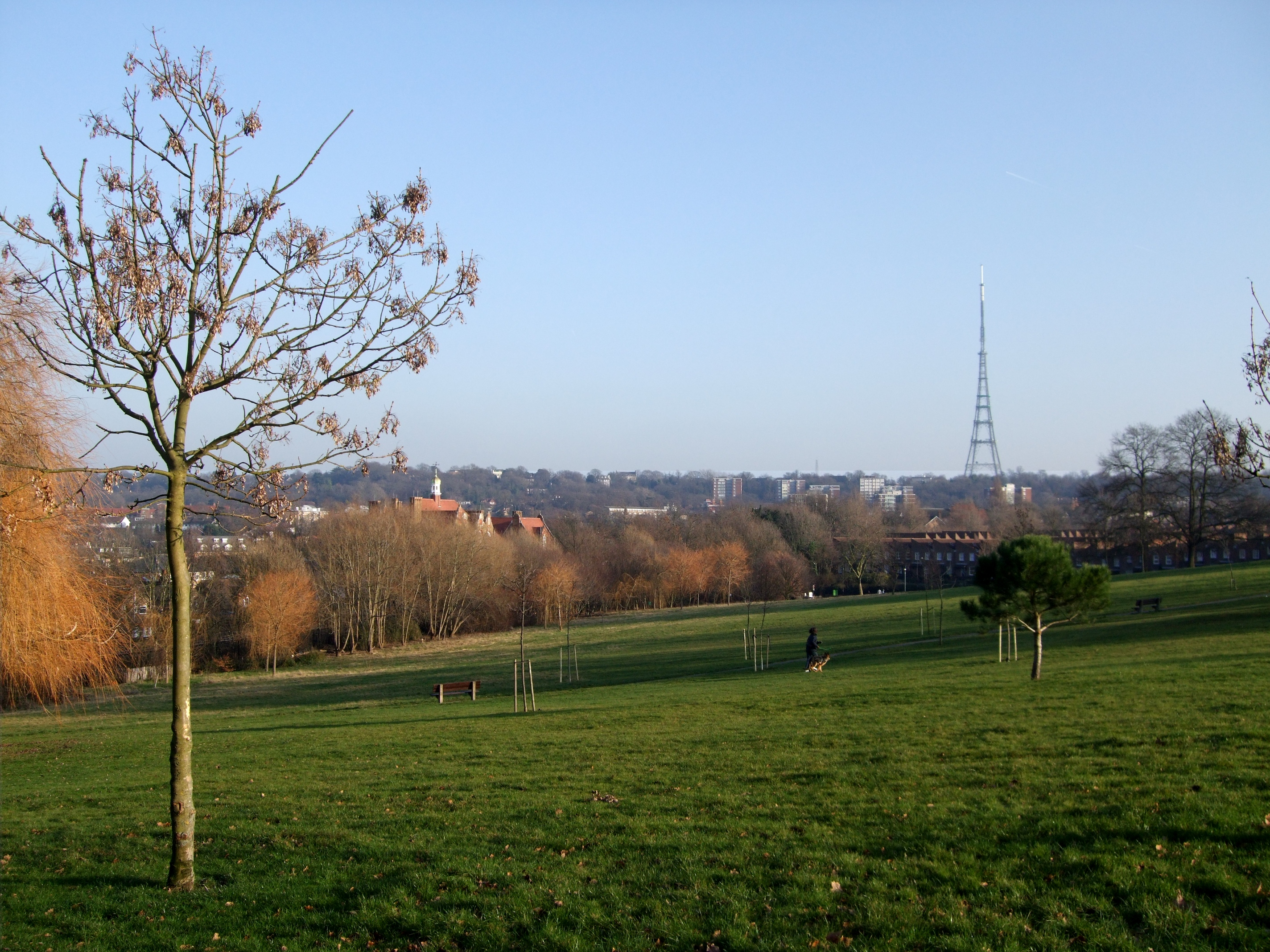
Vue de la station émettrice de Crystal Palace depuis Norwood Park

Le parc Norwood est un parc de 13,3 hectares (33 acres) situé à West Norwood, dans le sud-est de Londres dans le Borough de Lambeth. 
Le parc est géré conjointement par Lambeth Council et le groupe communautaire Friends of Norwood Park . 
Le parc n'est pas clôturé et est entièrement accessible au public en toute période.

## Emplacement

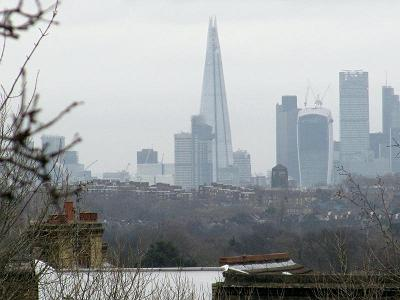
Vue de la ville depuis le parc Norwood

Le parc Norwood est situé sur l'un des points les plus élevés de Lambeth  et offre une vue sur Dulwich, la City et le centre de Londres, à 11 km. 
L'un des points les plus élevés de Londres est à moins d'un mile, à Westow Hill, à 110 m d'altitude. 
Par temps clair, des sites célèbres peuvent être vus depuis le parc tels que la cathédrale Saint-Paul, le London Eye et le Shard, le plus haut bâtiment d'Europe occidentale. La cinquième plus haute structure de Londres, la station émettrice de Crystal Palace, est à environ un mile de distance et clairement visible depuis le parc. 

## Histoire
Le parc Norwood représente la dernière preuve des terres communes boisées du Norwood médiéval. Le nom Norwood dérive du «Great North Wood» de Surrey, 1 400 acres de terres boisées qui, au XVIIIe siècle, s'étendaient de Croydon à Camberwell. 
Le Great North Wood était à l'origine une terre commune dans les Manoirs de Croydon et Lambeth et appartenait en grande partie à l'archevêque de Canterbury. Le patrimoine culturel du parc est largement dérivé de son histoire de terre commune rurale. 
En 2011, le parc a célébré son centenaire. Il y a plus de cent ans, le parc a été remis à la communauté en tant que terre commune, sous la direction du Conseil. 
Au XIIIe siècle, le Great North Wood était (en plus d'être une source de nourriture), un fournisseur vital de bois pour les chantiers navals royaux de Deptford  . Aujourd'hui, le seul vestige de cette ancienne forêt britannique se trouve à Sydenham Hill Wood . 
Le Great North Wood a été progressivement perdu dans les logements, les champs et les routes, et à la fin du XVIIIe siècle, il avait presque disparu. L'archevêque de Canterbury a obtenu une loi du Parlement en 1806 pour enfermer les terres communes restantes dans le manoir de Lambeth et une grande partie a été construite. 
13 hectares sont restés comme espace ouvert et le London County Council l'a acquis en 1903 pour créer un nouveau parc public pour répondre aux besoins d'une population locale croissante à West Norwood et à Gipsy Hill. Le nouveau parc a été appelé «Norwood Park» et ouvert officiellement au public en 1911. Il a été conçu pour conserver de nombreuses caractéristiques de l'ancienne commune vallonnée, ainsi que des avenues d'arbres, des haies, un terrain de jeux et une aire de jeux.  

## Installations
- Une aire de jeux pour enfants
- Aire de jeux avec jeux d'eau
- One O'Clock Club
- The Hungry Hippo Cafe
- Promenade campagnarde
- Espace cultivés
- Toilettes publiques

## Arbres

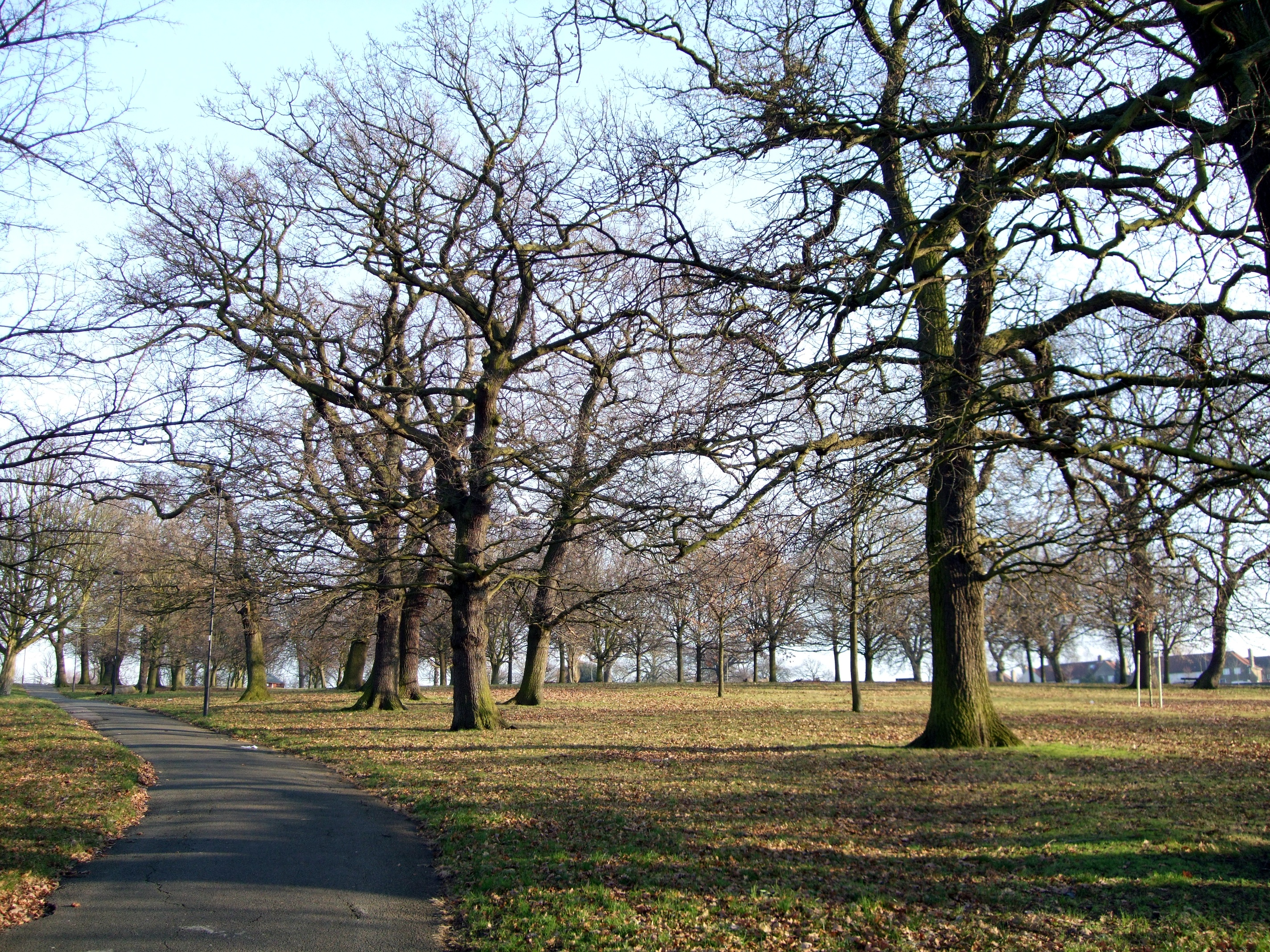
Arbres du parc Norwood

Il y a environ 30 espèces d'arbres différentes dans le parc, notamment du chêne, du marronnier d'Inde, du sycomore et certaines des meilleures collections de saules de Lambeth, des saules de chèvre, des saules blancs, des saules gris et des osiers. 

## Promenade à la campagne
À partir de 2001, les bénévoles ont transformé trois acres de terrain, autrefois envahi par les ronces, en une promenade de campagne. La promenade contient de nombreuses espèces d'arbres et de plantes indigènes. 

## Usage du BMX
Depuis un certain nombre d'années, le terrain de sport en béton est utilisé par les Flatland BMX'ers qui l'appellent «The Green Mile» ou «TGM» . 